# Potamanthus yunnanensis
Potamanthus yunnanensis is een haft uit de familie Potamanthidae. De wetenschappelijke naam van de soort is voor het eerst geldig gepubliceerd in 1982 door You, Wu, Gui & Hsu.
De soort komt voor in het Palearctisch gebied.